# 1783 Albitskij
1783 Albitskij eller 1935 FJ är en asteroid i huvudbältet, som upptäcktes 24 mars 1935 av den ryske astronomen Grigorij Neujmin vid Simeizobservatoriet på Krim. Den har fått sitt namn efter den ryske astronomen Vladimir Albitskij.
Asteroiden har en diameter på ungefär 25 kilometer och den tillhör asteroidgruppen Adeona.